# Metallosia chrysotis
Metallosia chrysotis là một loài bướm đêm thuộc phân họ Arctiinae, họ Erebidae.